# Cascade d'Aklowa
La cascade d'Aklowa (aussi appelée  chutes d'Aklowa) est une chute d'eau d'environ 100 mètre de haut précipitant d'une falaise en granite située à quelques kilomètres du village d'Aklowa distant de cinq kilomètres de la ville de Badou (chef-lieu de la préfecture de Wawa) dans la région des Plateaux au Togo,,. La cascade trouve sa source dans une rivière souterraine. La cascade d’Aklowa est la plus importante des chutes d'eau du Togo,.